# Bulbylhonungsfågel
Bulbylhonungsfågel (Pycnopygius ixoides) är en fågel i familjen honungsfåglar inom ordningen tättingar.

## Utbredning och systematik
Bulbylhonungsfågel förekommer på Nya Guinea. Clements m.fl. delar in den i sex underarter med följande utbredning:
- P. i. ixoides – nordvästra Nya Guinea (österut till Geelvink Bay)
- P. i. simplex – norra Nya Guinea (Mamberamofloden till mellersta Sepik River)
- P. i. proximus – norra Nya Guinea (mellersta Sepik River till Astrolabe Bay)
- P. i. unicus – nordöstra Nya Guinea
- P. i. cinereifrons – södra Nya Guinea (Mimikafloden till övre Fly River)
- P. i. finschi – norra kusten av sydöstra Nya Guinea (Kumusifloden till Milne Bay)

IOC synonymiserar istället cinereifrons med nominatformen och simplex med proximus.

## Status
Arten har ett stort utbredningsområde och beståndet anses vara stabilt. Internationella naturvårdsunionen IUCN listar den därför som livskraftig (LC).